# Stora Gäddtjärnen (Gunnilbo socken, Västmanland)
Stora Gäddtjärnen är en sjö i Skinnskattebergs kommun i Västmanland och ingår i Norrströms huvudavrinningsområde. Sjöns area är 0,024 kvadratkilometer och den befinner sig 134 meter över havet.